# Sigismond Ropartz
Sigismond Jean Pélage Ropartz est un avocat, homme de lettres, historien et musicien français, né le 9 mars 1824 et mort le 18 avril 1878 à Iffendic. Il a été très lié à Jean-Marie de Lamennais, et entretint, par la suite, des relations étroites avec le milieu culturel et religieux de Bretagne. Il est le père de Guy Ropartz.

## Biographie
Il perd ses parents très tôt et Jean-Marie de Lamennais intervient pour qu'il soit éduqué par les Frères de l'Instruction chrétienne qu'il avait fondés dans la maison de Saint-Méen-le-Grand.
En 1840, il est envoyé à Paris pour y étudier le droit. Il occupa divers emplois et servait aussi de secrétaire bénévole à Lamennais quand celui-ci venait à Paris. Il lui consacra un livre entier.
En 1847, il se marie avec Élise Danion, une jeune femme de Mauron. La sœur de celle-ci, Virginie Danion, ayant voulu créer une communauté religieuse, il fait construire à côté de la maison de sa belle-famille des bâtiments pour l'héberger.
En 1847, il est admis au barreau de Guingamp et, attaché à sa ville natale, il produisit plusieurs études historiques, dont un livre sur celle-ci, Histoire de la ville de Guingamp, en deux volumes, qui établit, d'un coup, sa réputation de chercheur.
Il écrivit un ouvrage sur l'histoire de la cour d'appel de Rennes en collaboration avec Théodore Hersart de la Villemarqué, Arthur de La Borderie et Charles de Keranflec'h.
Musicien lui-même, il fut l'ami de Pierre Thielemans, un Belge qui devient titulaire de l'orgue de la basilique de Guingamp en 1865. Il écrivit les paroles françaises de deux cantates que mit en musique le maître de chapelle.
La cantate "Les deux Bretagnes" devint célèbre après avoir été exécutée pour la première fois à Saint-Brieuc, pour le premier Congrès celtique international tenu en 1867.
Cette même année, La Villemarqué publia l'édition définitive du Barzaz Breiz et Sigismond Ropartz fut le transcripteur des airs des pièces qui avaient été ajoutées.
En 1867, il obtint d'être admis comme avocat à Rennes et ce fut l'occasion pour lui de devenir, en 1870, président de la Société archéologique d'Ille-et-Vilaine et de fréquenter Arthur de la Borderie. Il entamera donc des recherches sur l'histoire de Rennes et de sa région.

## Œuvres

### Histoire
- Guingamp et le pèlerinage de Notre-Dame du Bon-Secours, Guingamp, Périssé, 1851
- Histoire de la ville de Guingamp, 2 vol., Guingamp, Périssé, 1851
- Histoire de Saint-Yves, Saint-Brieuc, Prudhomme, 1856
- Fêtes du couronnement de Notre-Dame du Bon-Secours, Guingamp, Périssé, 1857
- Portraits bretons du XVIIe et du XVIIe d'après des documents inédits, Saint-Brieuc, Prudhomme, 1857
- La vie et les œuvres de Jean-Marie de Lamennais, Paris, Lecoffre, 1874
- La famille de Descartes en Bretagne, Saint-Brieuc, Prudhomme, 1876
- La journée des barricades et la Ligue à Rennes, mars et avril 1589, d'après des documents contemporains inédits, Rennes, Plihon, 1877.
- Études sur quelques ouvrages rares et peu connus du XVIIe siècle, écrits par des Bretons ou imprimés en Bretagne. Nantes, Morel, 1879.

### Poésie
- Poèmes de Marbode : évêque de Rennes (XIe siècle), traduits en vers français, avec une introduction par Sigismond Ropartz, Rennes, Verdier, 1873, consultables sur la bibliothèque numérique de l'Université Rennes 2
- Les deux Bretagnes, cantate, 1867, musique de Pierre Thielemans. Rennes, Oberthur, 1868.
- Michel Columb, cantate, le sculpteur nantais, cantate, musique de Pierre Thielemans. Nantes, Forest et Grimaud, 1867.
- Traduction en vers français : Epigrammes de Marbode, évêque de Rennes au XIe siècle.